# Множественные святые Ньюарка
«Множественные святые Ньюарка» (англ. The Many Saints of Newark) — американская криминальная драма 2021 года режиссёра Алана Тейлора по сценарию Дэвида Чейза и Лоуренса Коннера, приквел сериала «Клан Сопрано». В главных ролях снялись Алессандро Нивола, Лесли Одом-младший, Джон Бернтал, Кори Столл, Майкл Гандольфини, Билли Магнуссен, Джон Магаро, Микела Де Росси, Рэй Лиотта и Вера Фармига. Действие картины происходит в 1960-х и 1970-х годах в Ньюарке, штат Нью-Джерси. Фильм рассказывает о подростковых годах Тони Сопрано в разгар жестокой войны банд, в которую вовлечена его семья, а также о напряженных отношениях между итало-американской и афроамериканской общинами и бунте 1967 года.
Картина является совместным производством New Line Cinema и HBO Films. Мировая премьера фильма состоялась 22 сентября 2021 года на фестивале Tribeca Fall Preview. «Множественные святые Ньюарка» вышли в прокат в США 1 октября 2021 года; в этот же день состоялась премьера на стриминговом сервисе HBO Max. Фильм удостоился в основном положительных отзывов критиков, которые хвалили актёрскую игру Гандольфини и Ниволы, но критиковали сценарий. «Множественные святые Ньюарка» собрали в мировом прокате 12,7 млн долларов при бюджете в 50 млн долларов. Несмотря на низкие кассовые сборы, фильм пользовался успехом на HBO Max и способствовал рекордному росту просмотров сериала «Клан Сопрано».

## Сюжет
В 1967 году юный Тони Сопрано вместе с Дики Молтисанти встречают в порту отца Дики — «Голливуд Дика» Молтисанти и его молодую итальянскую жену Джузеппину. Молтисанти — солдат преступной семьи ДиМео, в которую также входят Джонни Сопрано и его брат Джуниор, Сильвио Данте, Поли «Уолнатс» Галтиери, Пусси Бонпенсьеро и «Будда», отец Пусси. После того как полицейские избивают чернокожего таксиста, в Ньюарке начинаются беспорядки. Один из чернокожих помощников Дики, Гарольд Макбрайер, также принимает участие в бунте.
Тем временем Джонни и Джуниора арестовывают в парке аттракционов за вооружённое нападение, а Тони наблюдает за происходящим со стороны. Джонни приговаривают к четырем годам тюрьмы. «Голливуд Дик» сталкивает Джузеппину с лестницы. Дики догадывается о произошедшем, конфликтует с отцом и забивает его до смерти. Он перевозит труп на завод дренажных систем и поджигает здание, создав видимость того, что пожар возник в ходе беспорядков. Дики навещает своего дядю и брата-близнеца «Голливуд Дика» Салли, который отбывает пожизненное заключение в тюрьме за убийство уголовного авторитета. Джузеппина становится любовницей Дики. Тони отстраняют от занятий в начальной школе за организацию азартных игр. Гарольд, в отношении которого выписан ордер на арест за убийство, решает переехать в Северную Каролину, и Дики дарит ему 500 долларов.
Спустя четыре года Джонни выпускают из тюрьмы. На вечеринке в честь возвращения Дики и его жена Джоанн показывают Джонни и остальным членам семьи своего новорождённого сына Кристофера. Кристофер плачет, когда видит Тони, а женщина за столом замечает, что «некоторые дети, ещё будучи младенцами, знают многие вещи, неведомые остальным». Гарольд возвращается из Северной Каролины и решает создать в Ньюарке преступную группировку чернокожих. После ссоры с Дики Джузеппина заводит роман с Гарольдом. Гарольд убивает одного из членов банды ДиМео и крадёт собранные им деньги за обеспечение «крыши». Дики и его команда нападают на Сирила — сообщника Гарольда, и после пыток убивают его. В отместку за смерть Сирила Гарольд и его банда вступают в ожесточенную перестрелку с ДиМео, в ходе которой погибает Будда.
Тони крадет ответы на контрольной по геометрии. Школьный психолог-консультант сообщает Ливии, матери Тони, что у её сына высокий IQ по шкале Стэнфорд — Бине, а по результатам теста Майерс — Бриггс на тип личности он является прирождённым лидером. Оказывается, что Тони также рассказал психологу о том, как мать читала ему всю ночь книгу о лесопилке Саттера и что это самое приятное его воспоминание. Ливия пытается сблизиться с Тони и среди прочего упоминает, что врач хотел выписать ей антидепрессанты. Тони считает, что таблетки могут быть полезны Ливии, и это приводит мать и сына к очередной ссоре.
На поминках Тони спрашивает Дики, может ли он раздобыть элавил для его матери, но Дики колеблется. Джуниор поскальзывается на мокрых ступеньках и падает на спину; Дики громко смеётся над произошедшим, чем приводит Джуниора в бешенство. Дики возобновляет близкие отношения с Джузеппиной и сообщает, что купил для неё салон красоты, где она будет управляющей. Во время прогулки по пляжу она признаётся в романе с Гарольдом. Разъярённый Дики топит её в море. Дики навещает Салли, который советует ему не лезть в жизнь Тони. Дики начинает избегать общения с Тони, чем сильно его расстраивает. Сильвио просит Дики помириться с Тони, и Дики соглашается на следующий день встретиться с племянником. Дики возвращается домой, где его убивает неизвестный нападавший, действовавший по указке Джуниора Сопрано. На поминках Тони смотрит на тело Дики в гробу; после затемнения экрана начинает играть заглавная песня из телесериала «Клан Сопрано».

## В ролях
- Алессандро Нивола — Дики Молтисанти, отец Кристофера Молтисанти.
- Лесли Одом-младший — Гарольд Макбрайер.
- Вера Фармига — Ливия Сопрано, мать Тони Сопрано.
- Джон Бернтал — Джонни Сопрано, отец Тони.
- Кори Столл — Коррадо "Джуниор" Сопрано, брат Джонни.
- Рэй Лиотта — Альдо «Голливуд Дик» Молтисанти и Сальваторе «Салли» Молтисанти, братья-близнецы.
- Микела Де Росси — Джузеппина Бруно, жена «Голливуда Дика», иммигрантка из Италии.
- Майкл Гандольфини — Тони Сопрано в подростковом возрасте.
  - Уильям Людвиг — Тони Сопрано в детстве.
- Билли Магнуссен — Питер Пол "Поли" Галтиери.
- Джон Магаро — Сильвио Данте.
- Майкл Империоли — Кристофер Молтисанти (озвучивание).
- Самсон Моэакиола — Сальваторе "Пусси" Бонпенсьеро.
- Джоуи Диаз[англ.] — Будда, отец Пусси.
- Джермар Террелл Гарднер — Сирил.
- Александра Интратор — Дженис Сопрано в подростковом возрасте.
  - Маттеа Конфорти — Дженис Сопрано в детстве.
- Габриэлла Пьяцца — Джоанна Молтисанти, мать Кристофера, жена Дики.
- Лесли Маргерита — Айрис Бальдуччи.
- Талия Болсам — миссис Ярецки.
- Кэтрин Кейтс — Энджи Декарло.
- Ник Валлелонга[англ.] — Кармайн Котузо.
- Эд Маринаро — Джилли Руффало.
- Роберт Винсент Монтано — Арти Букко в подростковом возрасте.
  - Маттео Руссо — Арти Букко в детстве.

## Производство

### Разработка
В июне 2017 года, спустя десять лет после завершения показа «Сопрано», создатель сериала Дэвид Чейз заявил, что определённо не планирует продолжение истории, однако одновременно намекнул на интерес к созданию приквела. В марте 2018 года компания New Line Cinema объявила, что приобрела права на производство фильма совместно с HBO, а сценарий напишут Чейз и Лоуренс Коннер. Глава New Line Тоби Эммерих заявил: «Дэвид — мастерский рассказчик, и мы вместе с нашими коллегами из HBO взволнованы тем, что он решил расширить вселенную „Клана Сопрано“, сняв художественный фильм». Чейз рассказал, что главной сюжетной линией станут беспорядки в Ньюарке в 1967 году и расовая напряженность между итало-американской и афро-американской общинами: «Мне был интересен Ньюарк и жизнь в Ньюарке в то время… Я ходил туда каждую субботу вечером на ужин со своими бабушкой и дедушкой. Но больше всего меня интересовало детство Тони. Мне было интересно исследовать это». В июле 2018 года Алан Тейлор, снявший 9 эпизодов «Сопрано», был назначен режиссёром фильма.

### Кастинг
В ноябре 2018 года Алессандро Нивола получил роль Дики Молтисанти, отца Кристофера Молтисанти. В январе 2019 года Чейз во время обсуждения 20-й годовщины сериала сообщил, что в фильме появится молодой Тони Сопрано. В том же месяце к актёрскому составу присоединились Джон Бернтал, Вера Фармига, Кори Столл и Билли Магнуссен. Майкл Гандольфини, сын Джеймса Гандольфини, был приглашен сыграть роль молодого Тони. Гандольфини, который никогда не видел «Сопрано», посмотрел сериал для подготовки к роли и назвал это «впечатляющим процессом». Рэй Лиотта присоединился к актёрскому составу в феврале 2019, а Джон Магаро, Лесли Одом-младший и Микела Де Росси — в марте.

### Съёмки
Съёмки начались 3 апреля 2019 года в Бруклине (Нью-Йорк), после чего с 7 мая продолжились в Ньюарке и завершились в июне 2019 года. Брэнфорд Плейс, улица в Ньюарке, была преобразована в стиле 1960-х годов, включая аутентичные витрины магазинов, старый козырек театра Адамс и ретро-неоновую вывеску Hobby's Delicatessen. В съёмках было также задействовано кафе-мороженое Holsteins’s в Блумфилде (штат Нью-Джерси), в котором зрители в последний раз видели на экране Тони Сопрано, а в Патерсоне (Нью-Джерси) был воссоздан магазин свинины Сатриале, который регулярно появлялся в «Сопрано».

### Маркетинг
29 июня 2021 года HBO Max опубликовал первый официальный трейлер фильма.

## Релиз
Изначально компания Warner Bros. Pictures планировала выпустить фильм в прокат США 25 сентября 2020 года, однако из-за влияния, оказанного пандемией COVID-19 на киноиндустрию, премьеру отложили до 12 марта 2021 года. Впоследствии дата выхода фильма была перенесена на 24 сентября 2021 года, а потом — на 1 октября 2021 года. Фильм одновременно вышел в кинотеатрах и на платформе HBO Max (в течение ограниченного периода в 31 день) в рамках стратегии Warner Bros. по выпуску своих фильмов в 2021 году. Мировая премьера фильма состоялась 22 сентября 2021 года в Нью-Йорке на фестивале Tribeca Fall Preview.

## Реакция

### Кассовые сборы
«Множественные святые Ньюарка» собрали в мировом прокате 12,7 млн долларов, в том числе 8,2 млн долларов в США и Канаде и 4,5 млн долларов в других странах.
В Соединенных Штатах и Канаде «Множественные святые Ньюарка» вышли в прокат одновременно с «Веномом 2» и «Семейкой Аддамс: Горящий тур». По прогнозам фильм должен был собрать в дебютный уик-энд около 10 млн долларов в 3 180 кинотеатрах, однако в итоге заработал всего 5 млн долларов, заняв четвёртое место в прокате. Комментируя итоги неудачного уик-энда, журнал Variety написал, что фильм «может потерять миллионы».

### Количество просмотров
Фильм «Множественные святые Ньюарка» пользовался успехом на стриминговом сервисе HBO Max: по данным Samba TV, в премьерный уик-энд его посмотрели 1 миллион раз. Он превзошёл по числу просмотров такие схожие по бюджету фильмы, как «Воспоминания»  и «Мужские слёзы», также вышедшие на HBO Max; компания WarnerMedia заявила, что «Множественные святые Ньюарка» просмотрели в три раза больше, чем фильм, занявший второе место по итогам уик-энда. «Семья Сопрано» также установил рекорды по просмотрам на HBO Max, так как премьера «Множественных святых Ньюарка» вызвала повышенный интерес и к сериалу.

### Оценка критиков
На сайте-агрегаторе Rotten Tomatoes фильм получил рейтинг одобрения 74 % на основе 140 рецензий со средней оценкой 6,9/10. Консенсус критиков на сайте гласит: «Даже когда повествование трещит по швам из-за кинематографических ограничений, „Множество святых Ньюарка“ доказывают, что привлекательность „Сопрано“ всё ещё сильна». На сайте Metacritic фильм получил средневзвешенную оценку 66 из 100 на основе 17 рецензий, что свидетельствует о «в целом благоприятных отзывах».